# مگنولیا مونتانا
مگنولیا مونتانا (نام علمی: Magnolia montana) نام یک گونه از سرده ماگنولیا است.